# هوتاغوجيا
في مجال التعليم، الهوتاغوجيا، هو مفهوم صاغه ستيوارت هاسي من جامعة الصليب الجنوبي، هو بحث حول التعلم الذاتي. الفكرة هي توسع وإعادة تفسير للاندروغوجيا، وبسبب ترابطهما يخطئ المرء بينهما. إلا أن هناك العديد من الاختلافات بين المفهومين الذي يميزهما.
تركز الهوتاغوجيا بوجه خاص على تعلم كيفية التعلم، التعلم بحلقة مزدوجة، وفرص التعلم الشامل، عملية التعلم الغير الخطية، وتعلم ذاتي حقيقي الاتجاه. على سبيل المثال، في حين تركز الاندراغوجيا على أفضل السبل للناس للتعلم، تضيف الهوتاغوجيا على المفهوم وجوب أن تشمل المبادرات التعليمية على تحسين مهارات التعلم الفعلي في الناس أنفسهم، وتعلم كيفية التعلم بالإضافة لتعلم الموضوع المعين نفسه. وبالمثل، ففي حين اهتمام الاندراغوجيا كله على تنظيم هيكلية التعليم، يصب اهتمام الهوتاغوجيا على جميع نواحي التعلم الرسمي منه وغير الرسمي.